# Ussa
Ussa è una delle sedici aree a governo locale (local government area) in cui è suddiviso lo stato di Taraba, in Nigeria. Estesa su una superficie di 1,495 chilometri quadrati, conta una popolazione di 92.017 abitanti.